# Eisenhower National Historic Site
L'Eisenhower National Historic Site était l'ancienne demeure et ferme du général et président des États-Unis Dwight D. Eisenhower et de son épouse Mamie Eisenhower. Adjacent du champ de bataille de Gettysburg, à  Gettysburg dans le sud de la Pennsylvanie, la ferme servait de lieu de villégiature pour le président lors des week-ends ou de vacances (De la fin de sa rénovation en 1955 à la fin de son second mandat présidentiel en 1961,  Eisenhower passa 365 jours à Gettysburg). Il y recevait aussi parfois des dirigeants étrangers ou américains comme le soviétique Nikita Khroutchev, le président français Charles de Gaulle, le premier ministre britannique Winston Churchill ou le gouverneur de la Californie Ronald Reagan.
Les Eisenhower firent don de leur propriété (93 hectares à l'époque) au National Park Service en 1967 mais continuèrent à y vivre. Deux ans plus tard, Eisenhower mourut à l'âge de 78 ans. Mamie Eisenhower y vécut (mais sur une partie plus restreinte) jusqu'à sa mort en 1979. Le National Park Service ouvrit le site comme Eisenhower National Historic Site en 1980.

## Source
- (en) Cet article est partiellement ou en totalité issu de l’article de Wikipédia en anglais intitulé « Eisenhower National Historic Site » (voir la liste des auteurs).